# Mouvement ouvrier au Québec
 (février 2024).
Si vous disposez d'ouvrages ou d'articles de référence ou si vous connaissez des sites web de qualité traitant du thème abordé ici, merci de compléter l'article en donnant les références utiles à sa vérifiabilité et en les liant à la section « Notes et références ».

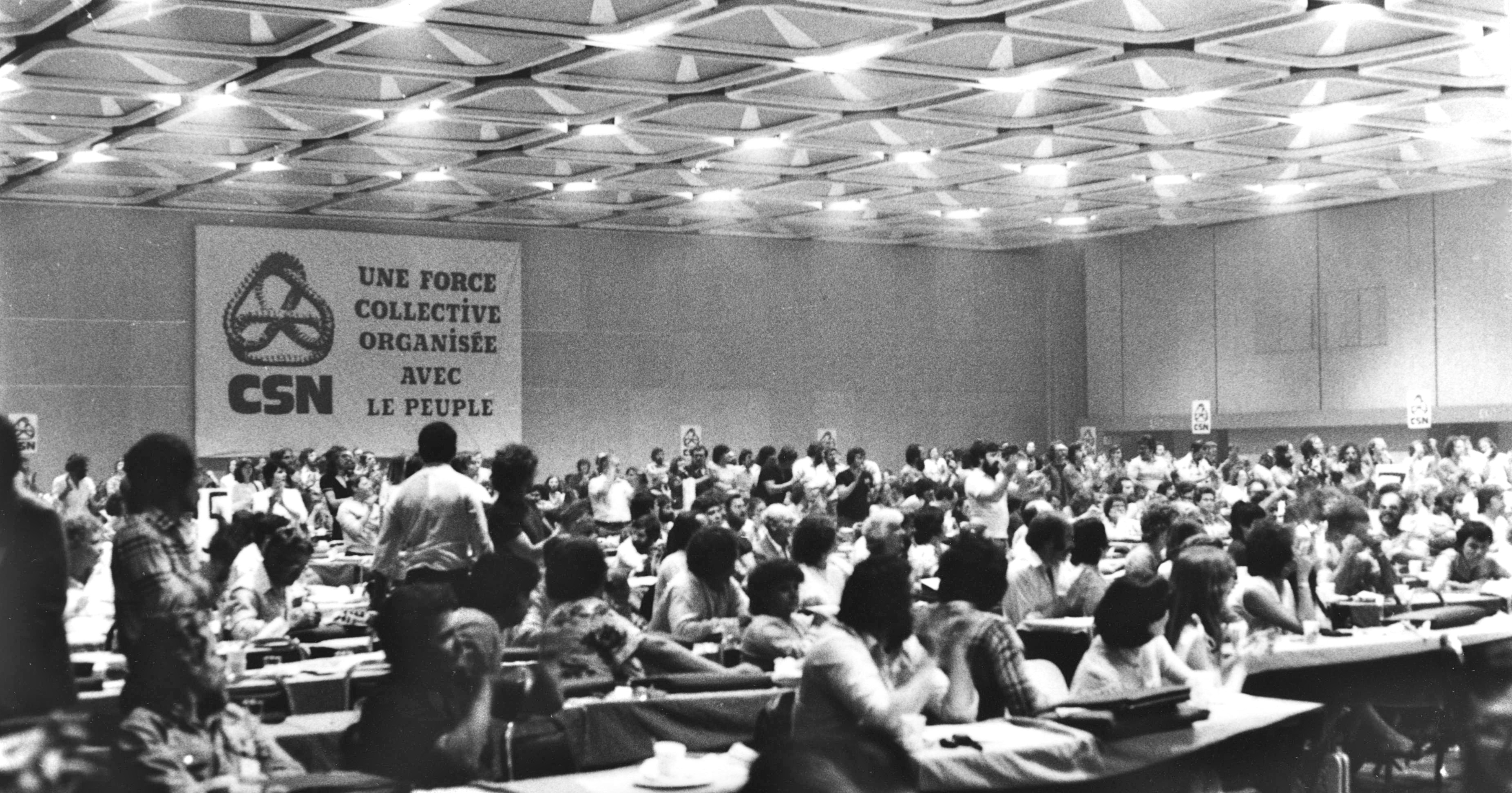
Congrès de la Confédération des syndicats nationaux (CSN) en 1980

Le mouvement ouvrier au Québec englobe l'ensemble des mouvements et partis organisés depuis la révolution industrielle pour améliorer les conditions d'existence de la classe ouvrière.
Il s'agit principalement du syndicalisme québécois, mais aussi les partis politiques en étant issus ou s'en étant réclamés et plus largement les différentes formes d'action politique et sociale ayant représenté, ou estimé représenter, les intérêts de la classe ouvrière du Québec.

## Histoire

### Industrialisation, prolétarisation et débuts du mouvement ouvrier

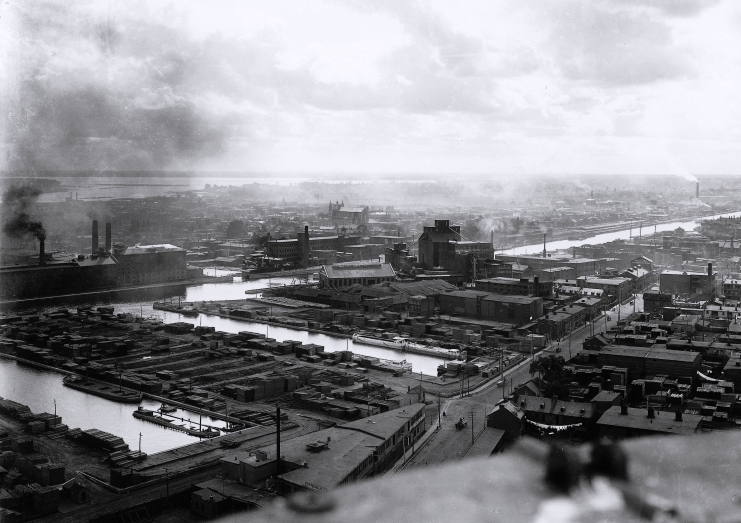
Montréal est, au début du XXe siècle le cœur industriel du Canada

Le capitalisme industriel s'impose petit à petit au Canada à partir du XIXe siècle suivant la Révolution industrielle de la fin du XVIIIe siècle en Europe. La première organisation syndicale au Québec, la Société amicale des charpentiers et menuisiers de Montréal, est fondé en 1818. L'activité industrielle à l’époque est précaire et concentrée dans les villes; la population demeure fortement rurale jusqu'en 1850.
Comme dans le reste de l'Occident pendant la seconde révolution industrielle, le Québec de la fin du XIXe siècle est marqué par un exode rural important et à une urbanisation accéléré. Uniquement de 1871 à 1901, la proportion de québécois habitant les villes passe de 20 % à 36 %. Elle atteint 56 % en 1921. L'arrivée de l'industrie manufacturière dans les villes du Québec, entraine une demande pour des travailleurs salariés et mêne à la création d'une classe ouvrière prolétarisée, composée principalement de Canadiens-français et d'Irlandais. Karl Marx, dans Le Capital, dresse un lien de causalité entre l'augmentation du prix et la restriction prémédité des terres pour la colonisation et la prolétarisation accéléré du Canada et de la Nouvelle-Angleterre.
Les conditions de travail difficiles et dangereuses entrainent, entre 1830 et 1870, la fondation d'une douzaine d’organismes et de clubs de protections des ouvriers à Montréal et à Québec. Dans un contexte ou les syndicats sont illégaux à l'époque, il faut attendre 1872 avant que le droit de grève soit reconnu au Canada et 1898 pour que la Cour Suprême du Canada force les tribunaux du Québec à le reconnaître.
Vers la fin du XIXe siècle, les petites cellules syndicales locales s'associent à de plus grandes fédérations nord-américaines, comme les Chevaliers du Travail, de 1881 à 1902, puis par l'American Federation of Labor jusqu'en 1921. Ces organisations forment un lobby puissant et entraine la sanction de l'Acte des manufactures à l’Assemblée nationale du Québec en 1885 ; première loi encadrant les conditions de travail des ouvriers. Elles servent aussi de tremplin à l'implantation du Parti ouvrier socialiste d'Amérique (SLP) à Montréal en 1894. Cette organisation milite pour la prise du pouvoir par le prolétariat, la nationalisation des communications et transports et l'amélioration des conditions ouvrières. Le Parti ouvrier du Québec sera fondé dans le même esprit quelques années plus tard, en 1899.

### Émergence du travaillisme et syndicalisation des ouvriers de métier

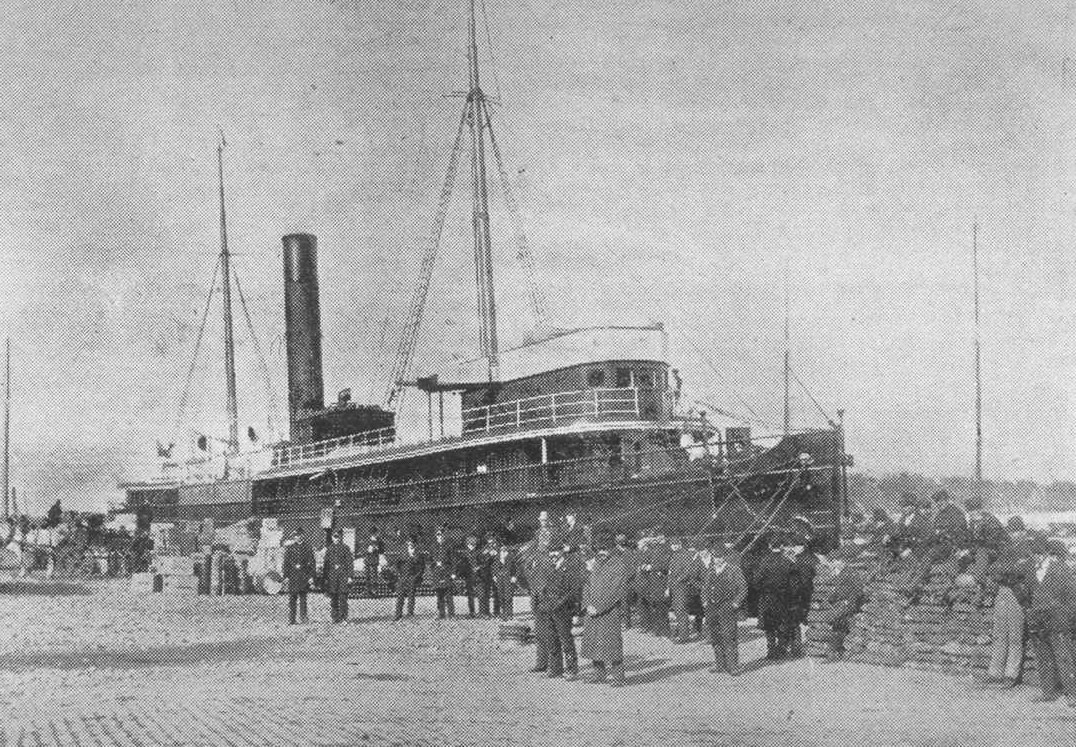
Navire autour duquel se déroule la grève des débardeurs du port de Montréal en 1903

Le début du XXe siècle est marqué par un essor important de l'industrie manufacturière et l'intégration de la province à l’économie nord-américaine, provoqué principalement par l'arrivée de capitaux des États-Unis. Malgré la croissance de l'industrie du bois, du vêtement, du transport, du cuir, du papier, textile et métallurgique, les deux tiers des travailleurs des villes vivent en état de pauvreté, une condition qui amène les femmes et les enfants à travailler dans les usines.
À cette époque, la syndicalisation est réduite aux ouvriers qualifiés et spécialisés; son taux augmente de 2,2 % à 11,4 % de 1911 à 1921. Le mouvement ouvrier au Québec à cette époque est surtout organisé autour de deux écoles de pensée, le syndicalisme catholique, nationaliste, se basant sur la doctrine du Rerum novarum de l'Église catholique et le travaillisme, internationaliste, basé sur l'idée du socialisme. Les syndicats anarcho-syndicalistes américains ont très peu d'influence au Québec à l’époque.

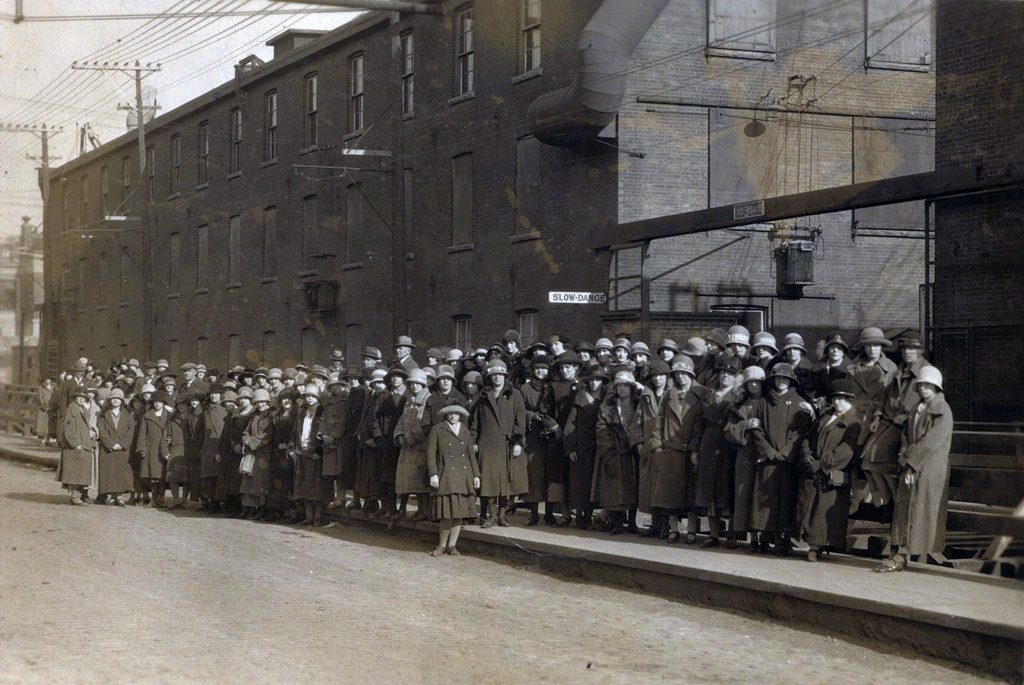
Lock out des allumetières de Hull, 1924.

Le Parti Ouvrier, mouvement politique travailliste municipal, provincial et fédéral est fondée au club Ouvrier-Centre par le typographe et chroniqueur ouvrier à La Presse, Joseph-Alphonse Rodier, le 17 mars 1899. Le parti tient 34 engagements portant principalement sur la gratuité scolaire, la sécurité sociale, le suffrage universel, l'abolition du sénat et du conseil législatif et l'impôt progressif sur le revenu. Le parti se positionne rapidement comme le principal tiers parti dans la province avec la création de cellules dans les quartiers Ville-Marie, Sainte-Marie, Saint-Jacques, Saint-Henri de Montréal, à Québec, à Valleyfield et à Rimouski. Le 11 octobre 1900, le parti présente son premier candidat, Fridolin Roberge dans Sainte-Marie, pour l'élection fédérale du 7 novembre 1900. Il sera défait par le ministre libéral Joseph-Israël Tarte puis renvoyé par son employeur pour son implication politique.

### L'époque Duplessis et le mouvement ouvrier
Au début des années 1950, l'union des deux grandes centrales syndicales américaines devient une priorité. L'AFL et le CIO souhaitent mettre leur énergie dans l'organisation des travailleurs non syndiqués plutôt que dans des campagnes de maraudage coûteuses. L'AFL compte à l'époque une fédération affiliée au Québec, la Fédération provinciale du travail (FPTQ) la section québécoise du Congrès des métiers et du travail du Canada (CMTC); le CIO ne comptait pas de fédération affiliée au Québec. Pour pallier ce manque, 250 délégués représentant 50000 membre du Congrès canadien du travail (CCT) au Québec se rencontrent 6 et 7 décembre 1952 pour former la Fédération des unions industrielles du Québec (FUIQ). Cette centrale affiliée au CCT au Congress of Industrial Organizations (CIO) compte entre 1952 et 1957 entre 30 000 et 35 000 membres. Elle est présidée par le membre des Métallos Romuald Lamoureux.[réf. nécessaire]
En 1954, l'AFL et le CIO concluent un pacte de non-maraudage; les pendant canadiens des deux organisations, le Congrès des métiers et du travail du Canada (CMTC) et Congrès canadien du travail Congrès canadien du travail (CCT) concluent une entente similaire l'année suivante. La fusion de l'AFL et de la CIO est réalisée en décembre 1955; la fusion du CMTC et du CCT survient en avril 1956. En octobre 1956, le 19e congrès de la Fédération provinciale du travail (FPTQ) dans la ville de Québec ratifie à l'unanimité la constitution et l'accord de fusion avec la FUIQ pour la formation de la nouvelle FTQ. La FUIQ adopte l'accord de fusion et la nouvelle constitution à son congrès les 13 et 14 février 1957.[réf. nécessaire]

### La Révolution tranquille et le gouvernement Lévesque
Le congrès de fondation de la FTQ se tient les 15 et 16 février 1957 au Chateau Frontenac dans la ville de Québec. Il entraine la fusion de la Fédération provinciale du travail du Québec avec la Fédération des unions industrielles du Québec. Roger Provost devient le premier président de la FTQ.
En juillet 1965, les postiers et des facteurs de Montréal déclenchent une grève pour réclamer l'ajustement de leurs salaire à la moyenne industrielle canadienne. La grève s'étend à tout le pays et force le gouvernement canadien à réviser de la Loi sur la fonction publique. Cette grève forcera également le gouvernement à mettre en place un régime de négociations collectives pour 260 000 fonctionnaires fédéraux en 1966.
Le 14e congrès de la FTQ se tient à Québec du 1er au 5 décembre 1975 dans un contexte pré-électoral. Lors d'un discours, le président de la FTQ Louis Laberge invite les membres de la FTQ à militer pour défaire les libéraux de Robert Bourassa à Québec et Pierre Elliott Trudeau à Ottawa. À l'instar du syndicat des Métallos qui se prononce pour l'appui au Parti québécois, Laberge recommande aux membres de militer avec le Parti québécois qu'il décrit comme la « seule formation [capable de battre les libéraux et] sympathique dans son programme et dans son action quotidienne aux aspirations des travailleurs ». Le Parti québécois bénéficie de l'appui tactique de la FTQ et remporte l'élection de 1976.

### La vague néolibérale et le mouvement ouvrier
Au cours des années 1982 et 1983, le gouvernement René Lévesque fait passer successivement les lois 70, 105 et 111; trois lois antisyndicales. La loi 70 ou Loi concernant la rémunération dans le secteur public, sanctionnée le 23 juin 1982, permet au gouvernement de couper les salaires de tous les employés de l'État de 20 %, pendant trois mois, soit du 1er janvier au 31 mars 1983 et de suspendre le droit de grève dans le secteur public et parapublic jusqu'en décembre 1985. La loi 105, sanctionnée le 11 décembre 1982, impose pour 3 ans 109 conventions collectives aux 300 000 employés de la fonction publique. Finalement, la loi 111, sanctionnée le 17 février 1983, met en veille la Charte des droits et libertés de la personne, ordonne le retour au travail sous peine de congédiement discrétionnaire, de perte d'ancienneté et de salaire ainsi que la suspension des droits syndicaux.
Le 23 juin 1983, la FTQ fonde le Fonds de solidarité des travailleurs du Québec à la suite de la sanction de la Loi constituant le fonds de solidarité des travailleurs du Québec par l'Assemblée nationale. Première en Amérique du Nord, le fonds est destiné à favoriser le maintien de l'emploi, la création de l'emploi, l'amélioration des conditions de travail et le développement économique au Québec.[réf. nécessaire]

## Courants du mouvement ouvrier

### Syndicalisme
Le Québec possède le plus haut taux de syndicalisation en Amérique du Nord ; en 2014, 39,6 % des travailleurs québécois étaient syndiqués. Ces 1,2 million de syndiqués sont un nombre à peu près égal de femmes et d'hommes soit 36,9 % du secteur primaire, 42 % du secteur secondaire et 39 % du secteur tertiaire. 81,7 % des employés du secteur public sont syndiqués.

#### Liste des centrales et fédérations
- FTQ : Fédération des travailleurs et travailleuses du Québec
- CSN : Confédération des syndicats nationaux
- CSQ : Centrale des syndicats du Québec
- CSD : Centrale des syndicats démocratiques
- FIQ : Fédération interprofessionnelle du Québec
- SCFP : Syndicat Canadien de la fonction publique
- SFPQ : Syndicat de la fonction publique du Québec
- APTS : Alliance du personnel professionnel et technique de la santé et des services sociaux
- SPGQ : Syndicat de professionnelles et professionnels du gouvernement du Québec
- UPA : Union des producteurs agricoles

### Mouvements des chômeurs, assistés sociaux et étudiants
Plusieurs mouvements en périphérie du mouvement ouvrier luttent pour les droits des chômeurs, assistés sociaux et étudiants. Par leur impact significatif sur les conditions des travailleurs, ces mouvements bénéficient parfois d'une grande proximité avec le mouvement ouvrier.[réf. nécessaire]